# Андрианов, Дмитрий Леонидович
Дми́трий Леони́дович Андриа́нов (род. 5 августа 1952, Молотов) — российский математик и экономист, доктор физико-математических наук (1994), заведующий кафедрой информационных систем и математических методов в экономике Пермского университета, действительный член Академии нелинейных наук (1997) и Российской академии естественных наук (1998), основатель и генеральный директор международной компании «Прогноз» — разработчика бизнес-аналитики и ПО.

## Биография
Родился в Перми. В 1975 году окончил Пермский университет, в 1980 году — аспирантуру кафедры механики и процессов управления, в 1990 — докторантуру кафедры экономической кибернетики Пермского университета.
В 1983 году стал кандидатом физико-математических наук, в 1994 — доктор физико-математических наук, профессор кафедры экономической кибернетики ПГУ.
За время работы занимал следующие должности: младший научный сотрудник (1975—1976), ассистент кафедры экономической кибернетики (1976), аспирант кафедры механики и процессов управления (1976—1980), старший преподаватель кафедры экономической кибернетики (1980—1988), докторант кафедры (1988—1990), ведущий научный сотрудник (1991—1994), профессор (1994—2007) кафедры экономической кибернетики Пермского университета.
С 2007 года — заведующий кафедрой информационных систем и математических методов в экономике Пермского университета.

## Научная деятельность
Сфера научных интересов — математическое моделирование, математические и инструментальные методы экономики, задачи экономической динамики, разработка компьютерных систем поддержки принятия решений.
Основное направление сегодняшней научной деятельности — разработка идеологии, концепции и архитектуры информационно-аналитических систем (ИАС) и систем поддержки принятия решений (СППР) в различных сферах экономики и финансов, в частности для решения задач анализа, моделирования, прогнозирования, планирования и управления.
Автор более 100 научных работ, более 50 патентов на интеллектуальную собственность. Изложенные в работах методологические подходы к построению экономических моделей и прогнозированию нашли отражение в реализованных сотрудниками центра прогнозно-аналитических системах поддержки принятия решений в различных сферах экономики.
С 1997 года — действительный член Академии нелинейных наук (АНН), с 1998 — академик Российской академии естественных наук (РАЕН).
В Пермском университете является лидером научного направления «Математическое моделирование и информационные технологии в задачах прогнозирования и управления социально-экономическим развитием стран и территорий».

## Организационная деятельность
В 1991 году создал компанию «Прогноз», которая под его руководством из небольшого научного коллектива на базе УрО РАН и кафедры экономической кибернетики ПГУ превратилась в крупную компанию, занимающую лидирующие позиции на рынке информационных систем.
«Прогноз» сегодня является крупным вузовским научно-исследовательским центром, специализирующимся на разработке компьютерных систем анализа, моделирования и прогнозирования экономических процессов для крупнейших федеральных и коммерческих структур Российской Федерации.
Основная идея Д. Л. Андрианова — способность региональной софтверной компании стать конкурентоспособной на мировом рынке. Его компания реализует проекты по созданию высокотехнологичного программного обеспечения для 350 предприятий и организаций в более чем 30 странах. Он внёс значительный вклад в продвижение Пермского края в качестве мирового лидера IT-технологий, развитие высшего образования региона и воспитание специалистов международного уровня.

## Награды
- Орден «За пользу отечеству» им. В. Н. Татищева (2004).
- Памятная медаль «Автор научного открытия», посвящённая лауреату Нобелевской премии П. Л. Капице (2005).
- Медаль имени Л. Эйлера «За заслуги» (2005).
- Почётная грамота Пермского университета (2008).
- Нагрудный знак «За отличие в службе» II степени (2009).
- Диплом лауреата рейтинга «ТОП-1000 российских менеджеров» (2010).

Имеет благодарственные письма и грамоты Министерства финансов РФ, мэра Москвы С. С. Собянина, губернатора Пермского края В. Ф. Басаргина и главы Перми И. В. Сапко.